# 佐用町立江川小学校
佐用町立江川小学校（さようちょうりつ えかわしょうがっこう）は、兵庫県佐用郡佐用町豊福にあった公立小学校。卒業後は原則的に佐用町立佐用中学校に進学した。（旧）佐用町立佐用小学校との統廃合により2014年3月に廃校となった。

## 沿革

### 経緯
江川小学校は、1873年、仁方、大畠、大猪伏地域に創設された小学校が前身である。その翌年、仁方校は、大猪伏校に合併され、1884年、両校は、利神小学校の支校となった。1902年、それらは統合、独立し、江川小学校として創設された。翌年、高等科を設置した。2014年3月に佐用町立佐用小学校との統廃合により廃校となった。

### 年表
- 1902年 - 江川小学校として設立される。
- 1903年 - 高等科を設置し、江川尋常高等小学校に改称される。
- 1941年4月1日 - 国民学校令によって江川国民学校となる。
- 1947年4月1日 - 学制改革により江川村立江川小学校となる。
- 1955年3月1日 - 市町村合併により佐用町立江川小学校となる。
- 2014年3月 - 廃校となる

## 通学区域
豊福、平谷、仁方、福澤、西河内、甲大木谷、乙大木谷、淀、末包、東中山、大畠